# Zweiweg Zeit- und Frequenzvergleich
Mithilfe der Methode von Zweiweg Zeit- und Frequenzvergleichen (meist mit TWSTFT bezeichnet, der Abkürzung für englisch Two-way satellite time and frequency transfer) werden die Zeitskalen von jeweils zwei Zeitinstituten miteinander verglichen. Ziel ist eine möglichst genaue Internationale Atomzeit.
Konkret wird mithilfe von TWSTFT zum Beispiel die von einer Atomuhr der Physikalisch-Technischen Bundesanstalt in Braunschweig ermittelte Atomzeit TA(PTB) mit der entsprechenden Atomzeit TA(NPL) des britischen National Physical Laboratory in Teddington oder mit der Atomzeit TA(NIST) des US-amerikanischen National Institute of Standards and Technology in Gaithersburg verglichen.
Die Zweiweg Zeit- und Frequenzvergleiche sind das derzeit (2017)[veraltet] genaueste Verfahren zum Vergleich der Zeitskalen weit entfernter Institute und lösen zunehmend die GPS-Zeitvergleiche ab.
Die Ergebnisse der TWSTFT und der GPS-Zeitvergleiche zahlreicher Zeitinstitute werden dem Bureau International des Poids et Mesures (BIPM) in Sèvres bei Paris übermittelt, das aus ihnen einen gewichteten Durchschnitt bildet, der die Grundlage der Internationalen Atomzeit (TAI) ist, die von der BIPM veröffentlicht wird. Einzelheiten zur Verarbeitung und Auswertung des TWSTFT-Verfahrens sind in einer Direktive des BIPM genauer dargestellt und festgelegt.

## Schematische Darstellung des Verfahrens

Sehr vereinfacht dargestellt, senden die Institute A und B zu einem vereinbarten Zeitpunkt gleichzeitig ein Signal über einen geostationären Telekommunikationssatelliten an das jeweilige andere Institut, wobei die Sende- und Empfangsanlagen nahe bei der Atomuhr des jeweiligen Institutes stehen sollten. Jedes Signal ist mit einem Zeitstempel über die exakte Absendezeit gemäß der Atomzeit TA des Senders versehen. Beim Absenden wird bei dem jeweiligen Sender ein Intervallzähler (time intervall counter – TIC) aktiviert. Beim Eingang des Signals beim Empfänger wird dessen Intervallzähler gestoppt (der durch das Absenden des dortigen Signals ausgelöst wurde). Aus dem Vergleich der Sendezeiten gemäß der Atomuhr des einen Instituts mit den Laufzeiten gemäß dem Intervallzähler des anderen Instituts lässt sich die Genauigkeit der beiden Atomuhren bestimmen, unabhängig von der Position der beiden Institute und des Satelliten.
Die auf die Signale einwirkenden Verzögerungen wirken meist gleichermaßen auf beide Signale, so dass sie sich beim rechnerischen Vergleich neutralisieren. Unterschiede aufgrund unterschiedlicher Sende- und Empfangsanlagen können durch Kalibrierung der Geräte erheblich reduziert werden. Die Einwirkung der Ionosphäre neutralisiert sich nur dann vollständig, wenn stets die gleichen Frequenzen benutzt werden; jedoch werden häufig für die Signale zum Satelliten (englisch Uplink) und die vom Satelliten zu den Bodenstationen (englisch Downlink) aus technischen Gründen unterschiedliche Frequenzen benutzt wie 14 GHz Uplink und 11 GHz Downlink. Verzögerungen innerhalb des Satelliten neutralisieren sich, wenn derselbe Transponder für beide Signalwege benutzt wird. Für beide Stationen ist der Sagnac-Effekt zu berücksichtigen.